# Schweizerische Ostwestbahn
| Bundesrat Stämpfli (links bzw. oben) konnte sich als Förderer der Ostwestbahn (OWB) nicht gegen Nationalrat Escher, Präsident der Nordostbahn (NOB), durchsetzen.                                                         |       |     |  |  |            |            |
| \| Aarau \| Aarau \| NOB \| \| \| Zürich NOB \| Zürich NOB \| \| Olten \| Olten \| SCB \| \| \| \| \| \| \| \| \| \| \| Zug OWB \| \| \| \| \| \| \| \| \| \| \| Bern \| Bern \| SCB \| \| \| Luzern SCB \| Luzern SCB \| |       |     |  |  |            |            |
| hellrot: geplante Linie der Ostwestbahn (OWB) rot: Linien der Central- und Nordostbahn Ohne Zwischenstationen und ohne Anschlussbahnen                                                                                    |       |     |  |  |            |            |
| Aarau | Aarau | NOB |  |  | Zürich NOB | Zürich NOB |
| Olten | Olten | SCB |  |  |            |            |
| |       |     |  |  | Zug OWB    |            |
| |       |     |  |  |            |            |
| Bern | Bern  | SCB |  |  | Luzern SCB | Luzern SCB |

Die Schweizerische Ostwestbahn (OWB) war eine Bahngesellschaft in der Schweiz. Nach ihrem Bankrott wurde sie 1861 von der Bernischen Staatsbahn (BSB) übernommen.

## Geschichte

### Gründung
Der Kanton Bern hatte 1852 mit der Schweizerischen Centralbahn (SCB) einen Eisenbahnvertrag abgeschlossen, in dem sich die Centralbahn verpflichtete, innert vier Jahren die Strecken Olten–Herzogenbuchsee–Bern und Herzogenbuchsee–Solothurn zu bauen. Im Gegenzug erhielt sie Steuerfreiheit und das Privileg, bei zukünftigen Konzessionserteilungen bevorzugt behandelt zu werden.
Doch schon bald kam es zu Spannungen zwischen der SCB und dem Kanton. Die Centralbahn, die auf das Wohlwollen zahlreicher konservativer Berner Politiker zählen konnte, besass eine Konzession für die Linie Bern–Thun. Sie verzögerte aber deren Bau und strebte eine Konzession für die Strecke Biel–La Neuveville an, um sich vor Konkurrenz zu schützen. Von La Neuveville aus waren ab 1859 Lausanne und Genf auf dem Schienenweg erreichbar.
Die 1857 auf Initiative einiger prominenter Radikaler gegründete Schweizerische Ostwestbahn (OWB) verfocht das sogenannte Zweiliniensystem und plante eine durchgehende Linie Neuenstadt (La Neuveville)–Biel–Bern–Gümligen–Langnau–Luzern–Zug–Zürich mit einer Abzweigung von Zug nach Rapperswil. Die Bahn hätte die bestehenden Strecken von Olten nach Bern, Biel, Luzern und Aarau der Centralbahn und die Weiterführung von Aarau nach Zürich der Schweizerischen Nordostbahn (NOB) konkurrenziert.

### Zusammenbruch

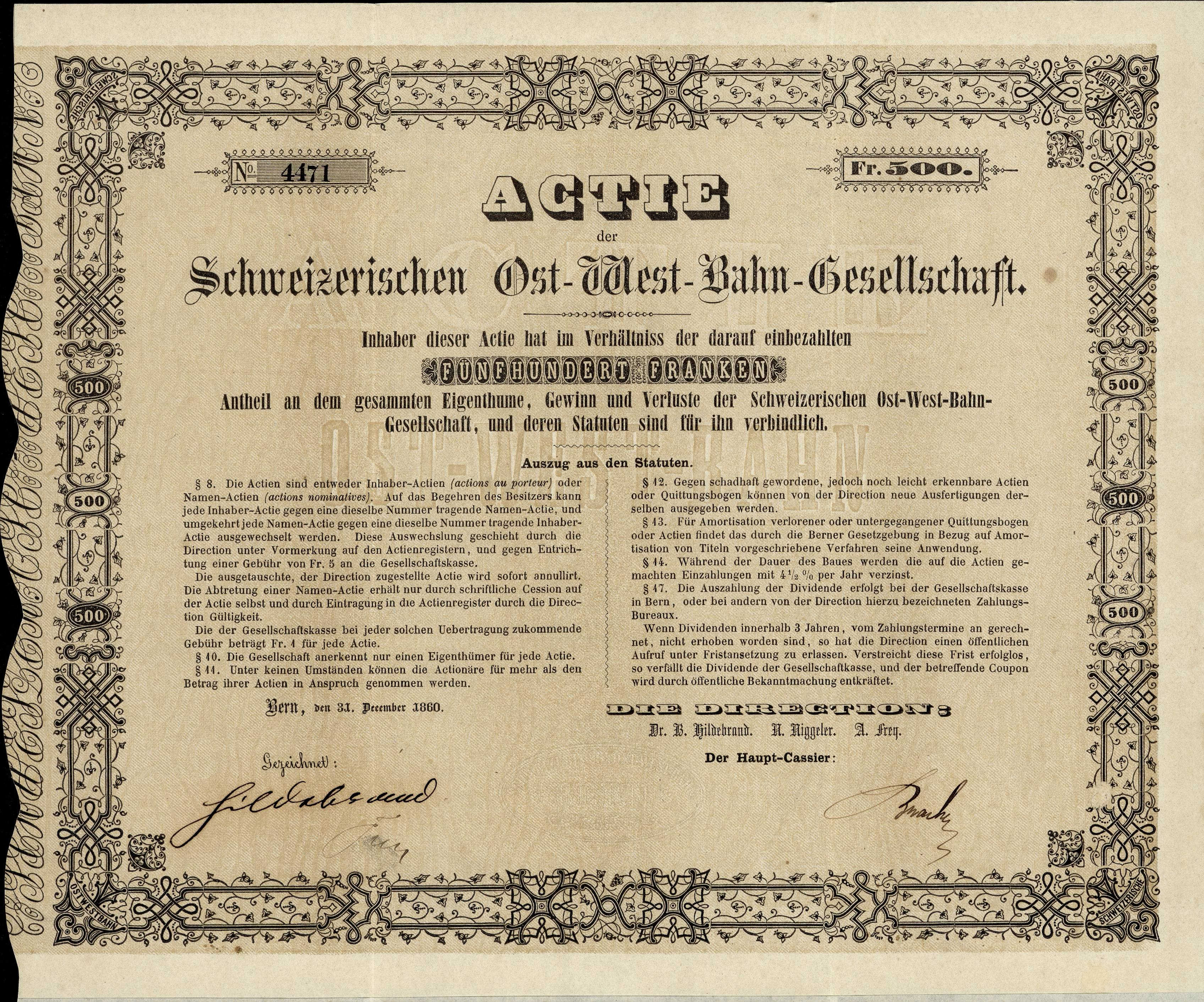
Aktie der Schweizerischen Ostwestbahn vom 31. Dezember 1860

Bereits 1857 erhielt das Gründungskomitee von den Kantonen Bern und Luzern die Konzessionen für das Teilstück von Neuenstadt bis Luzern. Während der Kanton Bern Aktien der Ostwestbahn im Wert von zwei Millionen Franken übernahm, verzichtete Luzern auf eine Beteiligung. Die Belege für anderweitig bereits eingegangene 10 Millionen Franken Aktienkapital erwiesen sich bald als gefälscht. Das war den kantonalen Prüfern entgangen, obwohl Politiker auf Anzeichen für eine schlechte Finanzlage der Ostwestbahn hingewiesen hatten. Nur dank einem zusätzlichen Darlehen der Berner Regierung von 625'000 Franken konnte die Ostwestbahn am 3. Dezember 1860 die 15 Kilometer lange Strecke von Biel nach Frienisberg bei Neuenstadt eröffnen. Sie verband den Abschnitt Vaumarcus–Frienisberg der Gesellschaft Franco-Suisse (FS) mit der Linie Biel–Solothurn–Olten der Centralbahn zur durchgehenden Jurasüdfusslinie. Somit war es erstmals möglich, auf der Schiene von Genf im Westen der Schweiz nach St. Margrethen im Osten des Landes zu reisen.
Bei einem Schuldenberg von über 8 Millionen Franken liess sich der Bankrott der in der Bevölkerung nun auch «Oh-Weh-Bahn» genannten Gesellschaft nicht verhindern. Um die Vollendung der angefangenen Strecken zu ermöglichen, blieb dem Kanton Bern kaum etwas anderes übrig, als die unvollendeten Linien zu kaufen und fertigzustellen. Auf diese Weise gelangte der Kanton am 1. Juni 1861 ungewollt zu seiner Bernischen Staatsbahn (BSB). Auf den Abschnitten von Bern nach Zollikofen und Gümligen konnten die bereits vorhandenen Gleise der Centralbahn benützt werden. Die im Bau befindlichen Streckenabschnitte zwischen Luzern und Zug erwarb die Nordostbahn und gründete die Tochtergesellschaft Zürich-Zug-Luzern-Bahn (ZZL).
Mit dem Zusammenbruch der Ostwestbahn war das Zweiliniensystem unterlegen, das eine von der Centralbahn und der Nordostbahn unabhängige zweite Hauptlinie von Bern über Luzern nach Zürich bauen wollte. Hauptförderer dieses Projektes war der damalige Berner Bundesrat Jakob Stämpfli in Bern, unterstützt vom Zürcher Regierungspräsidenten und späteren Bundesrat Jakob Dubs. Stämpfli konnte sich nicht gegen Alfred Escher durchsetzen, der das Monopol «seiner» Nordostbahn und der Centralbahn erfolgreich verteidigte.

## Rollmaterial
Die Ostwestbahn besass keine eigenen Fahrzeuge. Die Strecke La Neuveville–Biel wurde bis 1864 an die Centralbahn verpachtet.